# Iglesia de San Pedro Apóstol (Leganés)
La Iglesia de San Pedro Apóstol de Polvoranca es una iglesia situada en el Parque de Polvoranca, perteneciente al municipio de Leganés (Madrid). Tiene su origen en la Edad Moderna, ya que se construyó durante el siglo XVII. Es de estilo barroco, a pesar de sus formas románicas. En 1998, la iglesia fue clasificada como Edificio Protegido por el Ayuntamiento de Leganés y en 2014 la lista roja de patrimonio la incluyó a su catálogo debido al estado de abandono en el que se halla desde hace años.

## Historia
En 1575 Juan Chacón Ponce de León de rancio abolengo y Ana de Ossorio compraron al conde de Orgaz el territorio, originándose así el mayorazgo de Polvoranca, posteriormente anexionado a la villa de Leganés en 1849. Tras reunir los fondos suficientes con la colaboración económica de los miembros de la iglesia, Juan Chacón se encargó de iniciar la construcción, que concluyó en 1655.

## Descripción
A pesar de que la iglesia es de estilo barroco, la profesora de Historia del Arte, María Dolores Domech, aclara: «sus arcos de medio punto indican una arquitectura de formas románicas, aunque fuera construida en época posterior». La planta es de cruz latina y de una sola nave, está formada por capillas laterales y una bóveda de cañón encamonada. Los arquitectos fueron Francisco de Mora y su sobrino, Juan Gómez de Mora, que gozaban de gran prestigio en la capital debido a que formaban parte de la Corte de los Austrias menores. Estaba dedicada a San Cosme y a San Damián, pero tras el posterior abandono del poblado y por ende, de la iglesia, sus imágenes se llevaron a la parroquia de Leganés hasta que estalló la guerra, pues fueron destruidas por el bando republicano. Aún quedan unas finísimas reproducciones.

## Intentos de restauración

### Década de los 80 con José María Pérez Peridis
En los años 80 el célebre arquitecto, José María Pérez Peridis, que por ese entonces se hallaba implicado en diferentes proyectos en la zona sur de Madrid, trató de restaurar el edificio sin éxito.

### Patrimonio Nacional y el Ayuntamiento de Leganés en 2005
En el transcurso de un estudio geotécnico y estructural que tenía como objetivo la restauración de la iglesia, se encontraron restos óseos. Esta aparición suscitó el interés de Patrimonio Nacional y del Ayuntamiento de Leganés, que pasaron a involucrarse más a fondo en el proyecto, llegando a mantener una serie de negociaciones con Bankia, que, desafortunadamente, no vieron la luz debido a la llegada de la crisis económica. 

### Anteproyecto para convertir la iglesia en un museo
En 2014 la concejalía de Obras, Infraestructuras y Mantenimiento de Leganés elaboró un anteproyecto en el que la iglesia pasaba a convertirse en un museo local. Esta propuesta fue desestimada en 2018 por parte de Pedro Atienza Martín, concejal de Patrimonio de Leganés, que aseguró no tener ninguna intención de acometer la obra para su mejora. Hecho que resultó llamativo debido a que en el 2014 fue la bancada socialista la que elaboró una brillante defensa sobre el patrimonio leganense en la Asamblea de Madrid instando a su intervención. Acto que se repitió dos años después en la misma asamblea mediante una proposición no de ley para que fuera la Comunidad de Madrid la que se hiciera cargo de la restauración junto con la ayuda de los municipios de Leganés, Fuenlabrada, y Alcorcón; petición que fue desestimada.

### Salvemos Polvoranca
En 2016 se creó la Plataforma Salvemos Polvoranca con la pretensión de recuperar este terreno, tratando de dar un final digno a la que probablemente fuera una de las iglesias más importantes del Madrid de la época. Antonio Delgado, antiguo portavoz, se vio obligado a dimitir debido a las constantes evasivas que fue recibiendo durante el paso de los años por parte del Gobierno local. Estas acabaron con cualquier atisbo de su ilusión: “solo queríamos darle cierto grado de historia al lugar, que se recuperara el entorno y se integrara lo poco que quedan de las ruinas en el conjunto del Parque”. En un último y fracasado intento, llegó a solicitar a la Comunidad de Madrid y al Ministerio de Cultura que se hicieran cargo del edificio.

## Hallazgos de restos humanos y arqueológicos

### Década de los 50
Tras el derrumbamiento de una pared medianera, se descubrieron los restos de unos varones rodeados de espuelas de oro y de otros ornamentos; en la pared de enfrente, yacía el cadáver embalsamado de una joven conservado a la perfección. Debido a las características que presentaban ambos hallazgos se llegó a la conclusión de que, muy probablemente pertenecieran a importantes familias nobiliarias.

### Año 2000
Durante la realización de unas prospecciones arqueológicas para la construcción de Arroyo Culebro, un barrio del municipio, se halló un crematorio funerario con restos que pertenecían a ciudadanos alto imperiales e hispano visigodos de más de 1500 años de antigüedad.

### En 2005
Mientras la Dirección General de Arquitectura de la Consejería de Medio Ambiente y Ordenación del Territorio trabajaba en realizar un estudio geotécnico y estructural que tenía como fin restaurar la iglesia, aparecieron huesos de piernas y brazos, un cráneo completo y restos de otros, y huesos fragmentados a los pies de los muros de la iglesia. Expertos en Historia local de Leganés aseguraron: "podrían pertenecer a enterramientos del desaparecido pueblo de Polvoranca, ya que hasta el año 1830, según un libro de difuntos, se exhumaban los cadáveres de los aldeanos en interior del templo o en sus inmediaciones".

## Punto de reuniones esotéricas
Debido al estado de abandono de la iglesia, esta se ha convertido en el lugar idóneo para la organización de reuniones de grupos que celebran aquelarres. En las paredes han aparecido representados símbolos esotéricos como un pentáculo, además de, unas cartas de tarot y unas velas negras.